# San Fernando Club Deportivo Isleño
Ne doit pas être confondu avec Club Deportivo San Fernando.
Maillots
San Fernando Club Deportivo Isleño est un club espagnol de football basé à San Fernando (province de Cadix, Espagne). Il a été fondé en 2009 à la suite de la disparition du Club Deportivo San Fernando. 
Le club joue ses matches à l'Estadio Iberoamericano 2010 qui peut accueillir 8 000 spectateurs.

## Histoire
Le club obtient la promotion en Segunda División B en 2012.